# De drie levenden en de drie doden

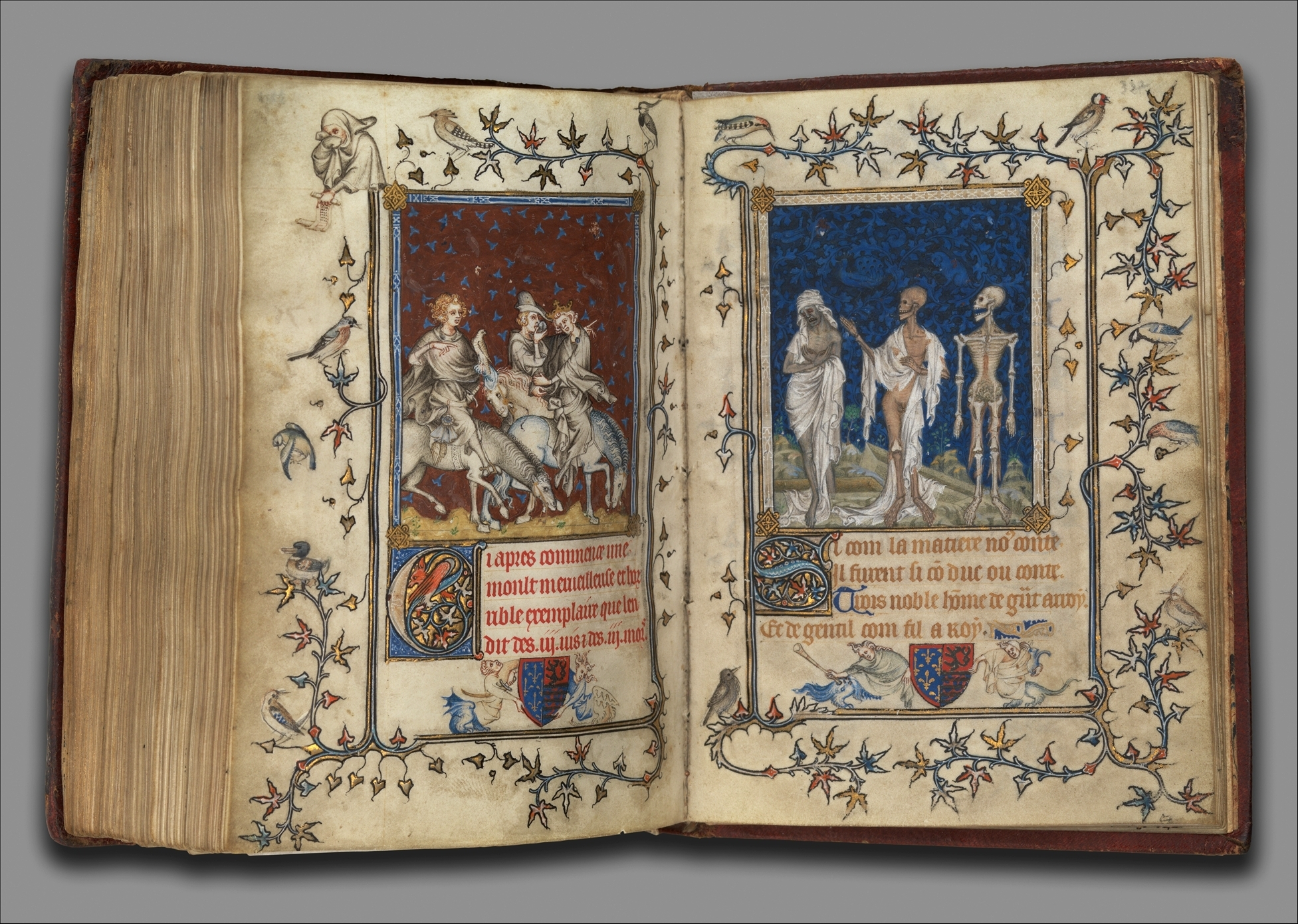
Jean le Noir, De drie levenden en de drie doden Psalter van Bonne de Luxembourg fol. 321v en fol. 322r

De drie levenden en de drie doden is een legende die de ontmoeting vertelt van drie jonge edellieden die tijdens een jachtpartij drie lijken tegenkomen die hen vermanen te denken aan de   dood die voor iedereen onafwendbaar is. Afbeeldingen van deze legende vindt men vanaf 1225 in Italië, maar de eerste teksten die bewaard zijn gebleven, ontstonden in Frankrijk in de tweede helft van de 13e eeuw.

## Thema
Het thema van het verhaal is niet de dood op zich maar eerder een verwittiging dat vergankelijkheid, ontbinding en verrotting uiteindelijk voor iedereen het einde betekenen in een nabije of verre toekomst, een memento mori dus. Het verhaal vertelt dat drie levenden, drie rijke prachtig geklede jonge ridders, tijdens een vrolijke valkenjacht plots geconfronteerd worden met drie (levende) lijken in verschillende staat van ontbinding. Die doden wijzen hen op de broosheid en de ijdelheid van het leven en zeggen dat ze er niet lang geleden uitzagen zoals de jongelui nu, en verwittigen hen om zich te allen tijde klaar te houden voor de dood. De legende is waarschijnlijk via de Arabische pre-Mohammedaanse wereld naar het westen gekomen. De spreuk ‘Wat wij waren, zijt gij; wat wij zijn, zult gij worden!’, werd al in 580 door de Arabische dichter Adi gebruikt, maar het is onduidelijk of de ganse legende uit het oosten kwam of alleen dit gezegde. Sommigen zien in de ontmoetingen van Prins Siddhartha Gautama (Boeddha) met een oude man, een zieke man en een lijk, beschreven in de wijsheidsliteratuur over het leven van Boeddha, de oorsprong van de legende van de drie levenden en de drie doden.

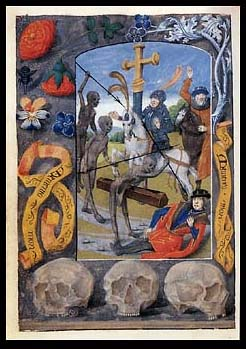
de Meester van Edward IV, Free Library of Philadelphia, Lewis E 108, f109v

Het thema van de “drie levenden en de drie doden” zal overgaan in het thema van de dodendans, dat vanaf het midden van de 15e eeuw erg populair zal worden. Een fresco op de muur van het Cimetière des Innocents in Parijs, geschilderd in 1424-1425, wordt dikwijls geciteerd als het eerste werk uit deze traditie. Typisch voor de dodendans is dat men wil tonen dat iedereen gelijk is voor de dood, zij het boer, koning of prelaat. La danse macabre komt ook voor in de literatuur, toneel en muziek.

## Teksten

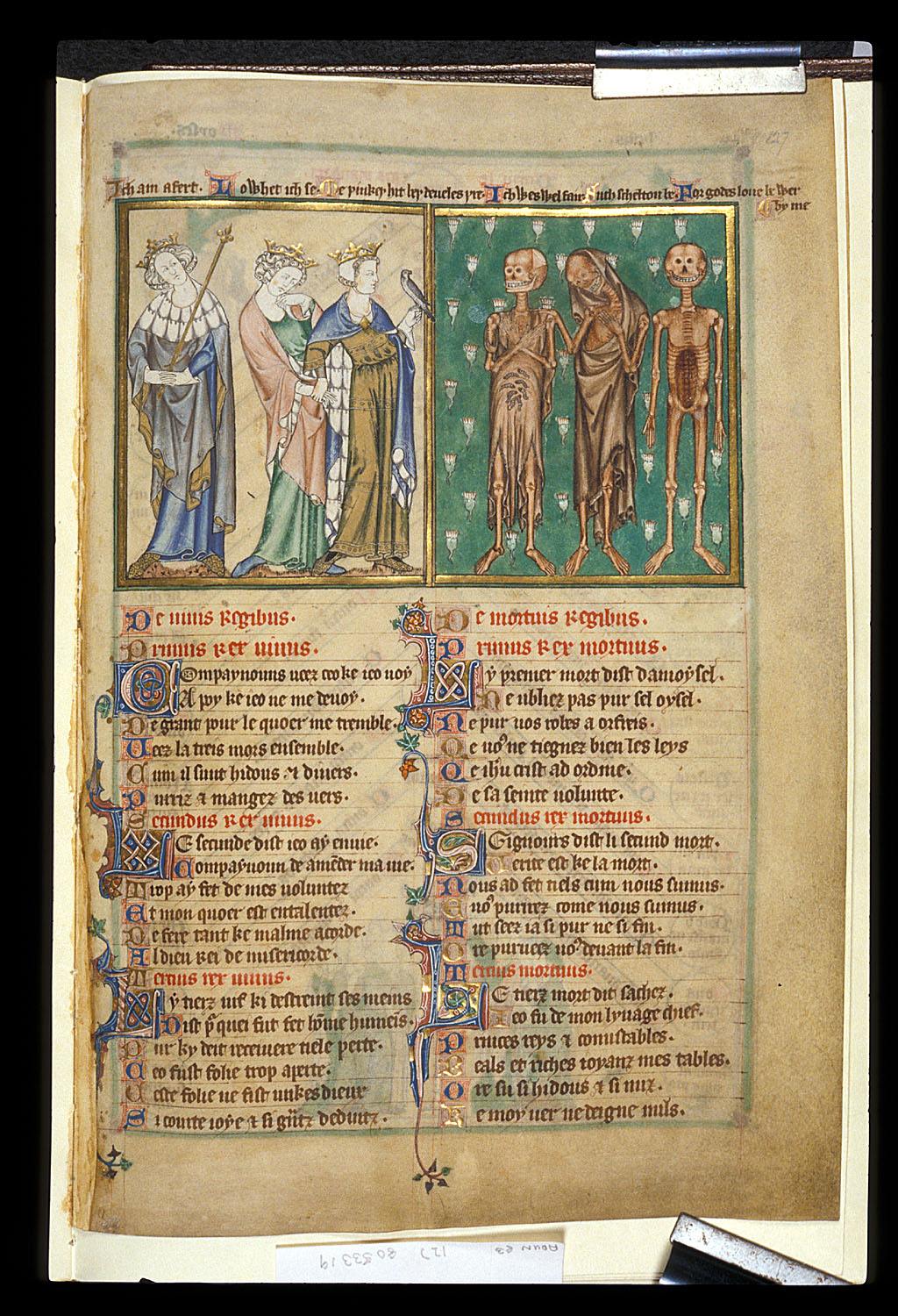
Psalter van Robert de Lisle, f127r

De oudste Franse tekst van ca. 1275 wordt toegeschreven aan Boudewijn van Condé en werd opgetekend in een handschrift bestemd voor gravin Margaretha van Constantinopel. Naast deze tekst zijn er nog vier Oudfranse versies bekend, twee Nederduitse, een Nederrijnse, een Middelnederlandse, twee Latijnse, een Italiaanse en een Middelengelse. De Middelnederlandse versie voert drie koningen op voor de doden, maar dat is typerend voor onze gewesten.
Over de herkomst bestaat nog steeds een discussie tussen de kunsthistorici. De Fransen zijn van oordeel dat de legende in Frankrijk ontstond omdat van de twintig bewaarde Franse manuscripten  er drie uit de 13e eeuw komen en twaalf uit de 14e. De vroegste Italiaanse handschriften komen uit de 14e eeuw. Maar andere kunsthistorici zijn van mening dat de voorstelling op fresco’s de geschreven versie voorafging en dat dus het ontstaan in Italië zou te situeren zijn.
In de twintig bewaarde Franse manuscripten (waarvan negen met illustraties) zijn er vijf versies teruggevonden in het Frans van de “dit des trois vifs et des trois morts” namelijk:
- Versie I: van Boudewijn van Condé. In zes manuscripten.

Titel: Ce sont li troi mort et li troi vif.
- Versie II: van Nicole de Margival. In twee manuscripten.

Titel: Chi coumenche li troi mort et li troi vif.
- Versie III: Anoniem. In een manuscript.

Titel: Ch'est des trois mors et des trois vis.
- Versie IV: Anoniem. In acht manuscripten.

Titel: C'est des trois mors et des trois vis.
- Versie V: Anoniem. In zes manuscripten.

Titel: Cy commence le dit des trois mors et des trois vis.

## In de kunst
Thema’s in verband met de dood zoals de “drie levenden en de drie doden” werden weliswaar zeer populair na de pestpandemie van 1347-1351, maar kwamen ook voordien al voor in de kunst. De legende van de ”Drie levenden en de drie doden” werd vooral verspreid via houtsneden in gedrukte boeken in de periode van 1480 tot 1550. In de vroege iconografie worden de drie jongelui te voet afgebeeld, het is pas vanaf het midden van de 14e eeuw dat ze als ruiters worden voorgesteld. Bij de Italiaanse iconografie is meestal een zevende personage betrokken, een heremiet die de ontmoeting ziet gebeuren voor zijn kluis. Die versie wordt in Frankrijk pas gebruikt vanaf de 15e eeuw.

### Fresco’s
Er zijn tientallen fresco’s bekend: in Frankrijk 92, in Engeland 51, in Italië 16, in Duitsland (13), in Zwitserland 4, in Denemarken 4, in Nederland 4, in Spanje 4, in Ierland 1 en in Zweden 1.
De eerste fresco's zouden ontstaan zijn in Italië. Het oudste daarvan zou dat zijn van ca. 1250 in de Santa Margarita bij Melfi. Ook dat van omstreeks 1260 in de kathedraal van Atri in Italië hoort bij de oudste gekende fresco’s. Verder zijn er de fresco’s van Montefiascone van ca. 1302 en die in de Sacro Speco in Subiaco van 1334. Uit 1354 kennen we de muurschilderingen in de Santa María van Vezzolano in Albugnano (Asti), het thema werd er zelfs twee keer geschilderd, een eerste omstreeks 1300, het tweede ca. 1354. Een ander bekend voorbeeld is te vinden in de monumentale groep fresco’s rond het thema van de dood van de hand van Francesco Traini of Buonamico Buffalmacco op het Camposanto van Pisa geschilderd omstreeks 1365. Uit de 15e en de 16e eeuw kennen we de muurschilderingen van omstreeks 1419 in de sacristie van de San Luca in Cremona van Antonio de Ferrara en schilderijen van Jacopo del Casentino en Bernardo Daddi. In Italië worden de doden meestal afgebeeld liggend in hun graf en in verschillende staat van ontbinding. Het contact tussen de levenden en de doden is niet rechtstreeks maar gaat via een heremiet die bij de ontmoeting aanwezig is.
Bekende voorbeelden in Frankrijk zijn een fragment van een fresco in de infirmerie van de oude abdij van de Mont Saint-Michel uit de tweede helft van de 13e eeuw. De fresco’s in de Notre Dame des Doms in Avignon is waarschijnlijk het oudst bewaarde in Frankrijk en zou ook geschilderd zijn in de tweede helft van de 13e eeuw. Een van de oudste, ook uit de 13e eeuw, was waarschijnlijk dat in de Sainte-Ségolène in Metz, dat jammer genoeg verdween tijdens de restauratie van het gebouw tussen 1895 en 1910. Uit de 14e eeuw stammen de schilderingen van Villiers-Saint-Benoît (Yonne). Belangrijke voorbeelden uit de 15e eeuw zijn de fresco’s in Antigny (Vienne), die in de kapel toegewijd aan de Maagd Maria in Jouhet sur Gartempe (1476-1480) en de muurschilderingen in de collegiale kerk Saint-Victor in Ennezat (Puy de Dôme) (ca. 1420). Ook in de 16e eeuw werd het thema nog behandeld met onder meer fresco’s in de Saint-Pierre in Lancôme, in de Saint-Hilaire van Villiers-sur-Loir, in  de  muurschilderingen van de Eglise Saint-Germain van La Ferté-Loupière, in fresco’s in het kasteel van Blois en in de muurschildering in de Sainte-Geneviève van Lindry, die nog kan bewonderd worden in haar originele toestand. Typisch voor Frankrijk is dat de doden rechtstaand afgebeeld worden en op de afbeeldingen van na 1400, zeer frequent werktuigen of wapens dragen. Zelden zijn de doden, noch de levenden op de Franse fresco’ s gekroond. De contacten tussen de levenden en de doden zijn direct dus zonder de tussenkomst van een heremiet zoals in de Italiaanse versie.

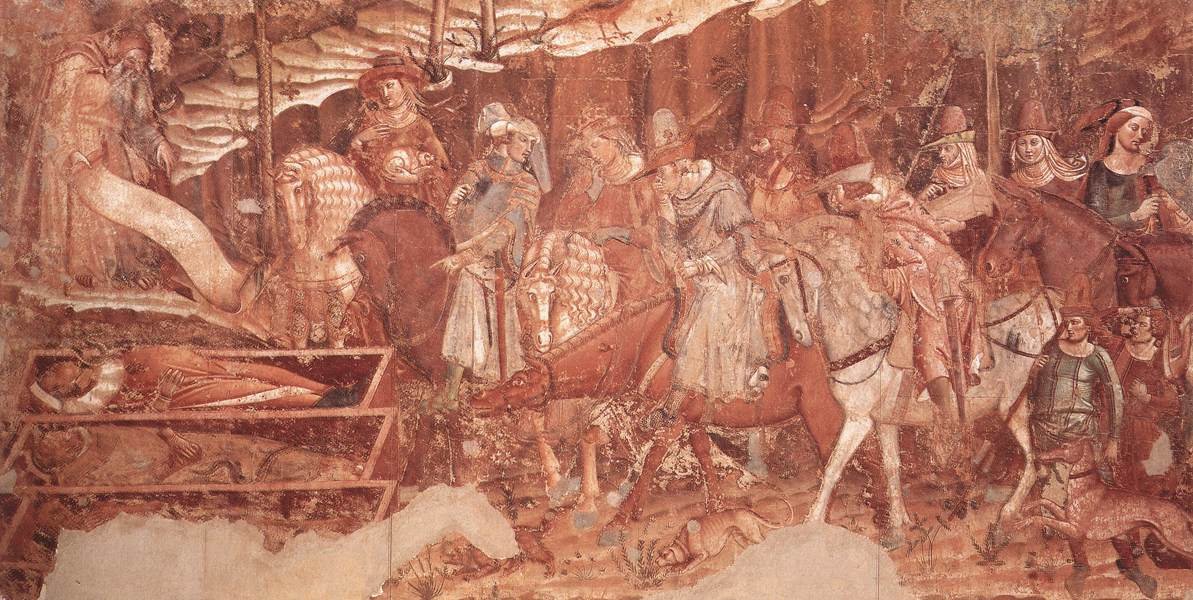
Camposanto van Pisa, detail

In België zijn de muurschilderingen in de Sint-Martinus in Halle ook zeer mooie voorbeelden.
Ook in Spanje zijn een aantal fresco’s min of meer bewaard gebleven onder meer in Alcañiz in de provincie Teruel, gedateerd tussen 1290 en 1375. Een tweede gedateerd tussen 1300 en 1350, bevindt zich in Peñafiel, in het klooster van Sint-Paulus. Het wordt nu bewaard in het provinciaal museum van Valladolid. Rond 1350 werd er een geschilderd in de kerk-vesting van de Heilige Maria van Ujué in Navarra. Dicht daarbij in de kerk van Ecay is er nog een fresco bewaard dat niet gedateerd is.

### Miniaturen
Het thema van de ”Drie levenden en de drie doden” komt ook terug in talrijke miniaturen in manuscripten. In de getijdenboeken waarin men dikwijls een afbeelding vindt komt het verhaal op zich niet voor, maar wordt de afbeelding gebruikt om het dodenofficie te illustreren.
Hierbij een lijst van enkele handschriften waarin een illustratie van het thema voorkomt:

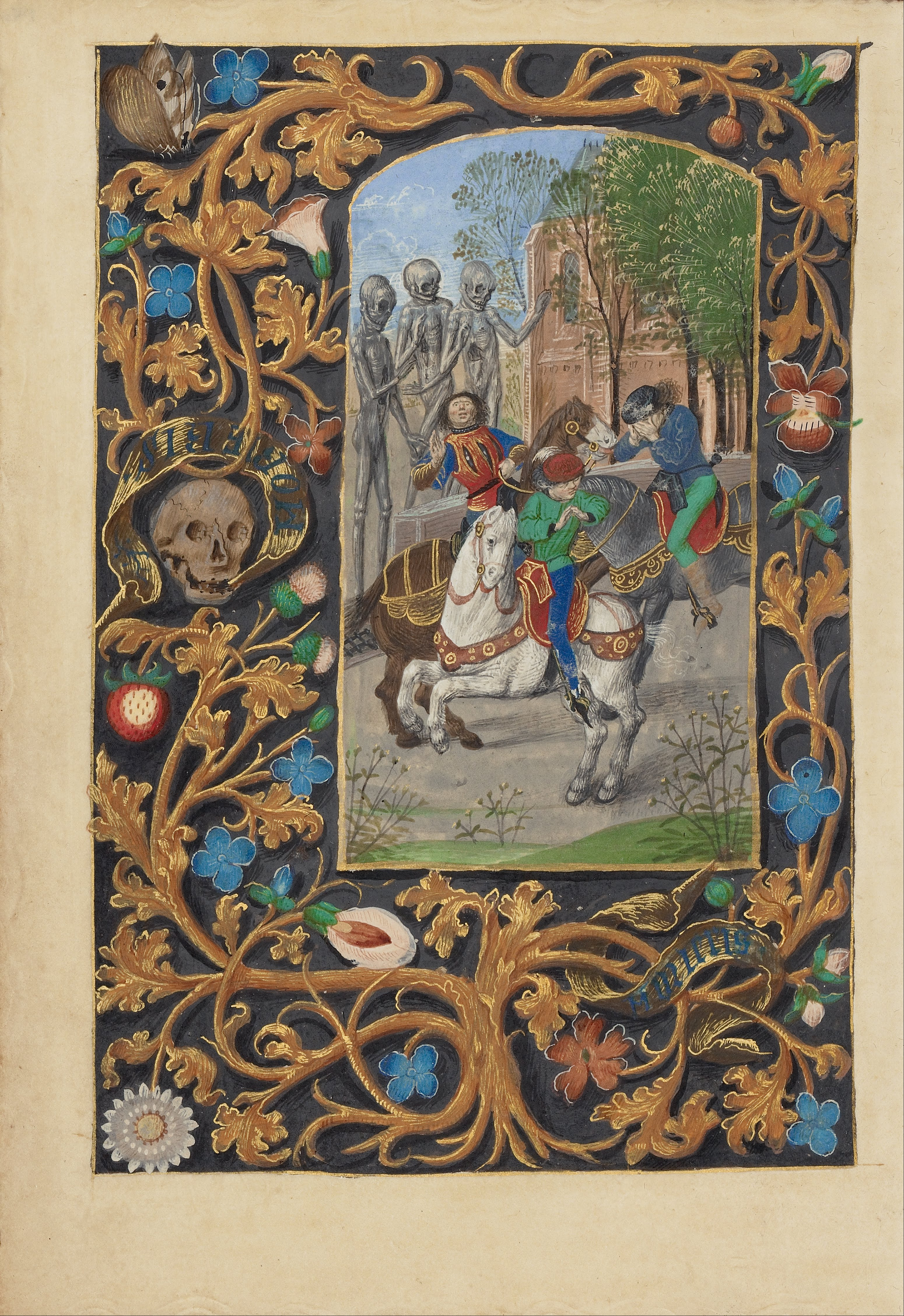
1480-1515, Meester van het gebedenboek van Dresden, J. Paul Getty Museum.

- 1285, Manuscript met de versie van Boudewijn van Condé, f311v,[10]
- 1310, Psalter van Robert de Lisle, f127r,[11]
- 1348-1349, Psalter van Bonne de Luxembourg fol. 321v en fol. 322r,
- 1325-1350, Taymouth getijden, Yates Thompson MS 13, ff. 179v-180r,
- 1375-1390, Les Petites heures du duc de Berry, f282r,
- 1410-1416 Les Très Riches Heures du duc de Berry, f86v,
- 1460 Getijdenboek voor gebruik van Bourges, f17r,[12]
- 1470-1482 Getijdenboek van Maria van Bourgondië en Maximiliaan, f220v,
- 1470-1500, Getijdenboek door de Meester van Edward IV, Free Library of Philadelphia, Lewis E 108, f109v,
- 1500 Vlaams getijdenboek, f158v,[13]
- 1510 (begin 16e eeuw), Getijdenboek van Johanna van Castilië, f158v
- 1510-1520, Breviarium-Grimani, f499v
- 1508-1538, Stuart de Rothesay getijden, Italië ca. 1508-1538, British Library, Add MS 20927, f. 119v

Met de introductie van de afbeelding van de drie levenden en de drie doden in getijdenboeken, los van de originele tekst, kwam er ook een wijziging in de iconografie. Waar in het begin een vreedzame conversatie tussen weliswaar twee vreemde groepen werd afgebeeld, zien we nadien een systematische verschuiving naar een meer gewelddadig gebeuren. Sommige onderzoekers stellen dat de tekening die gebeden vergezelde die werden gezegd voor het zielenheil van de gebruiker en zijn eventueel reeds overleden familieleden, bewust angstaanjagender werd gemaakt om de lezer er toe aan te zetten de dood ernstig te nemen en zijn gebeden zo regelmatig mogelijk te bidden.

### Beeldhouwwerk
Ook in beeldhouwwerk wordt de legende afgebeeld, onder meer in een aantal zwikken in Brabantse kerken zoals de Onze-Lieve-Vrouw-ter-Zavelkerk in Brussel en de Basiliek in Halle. In Frankrijk liet de hertog van Berry een sculptuur aanbrengen in het portaal van de kerk van het “cimetière des Saints-Innocents” in Parijs. Deze sculpturen zijn spijtig genoeg verdwenen maar we kennen het beeld via de gravures gepubliceerd door Guyot Marchand in 1486.

## Galerij

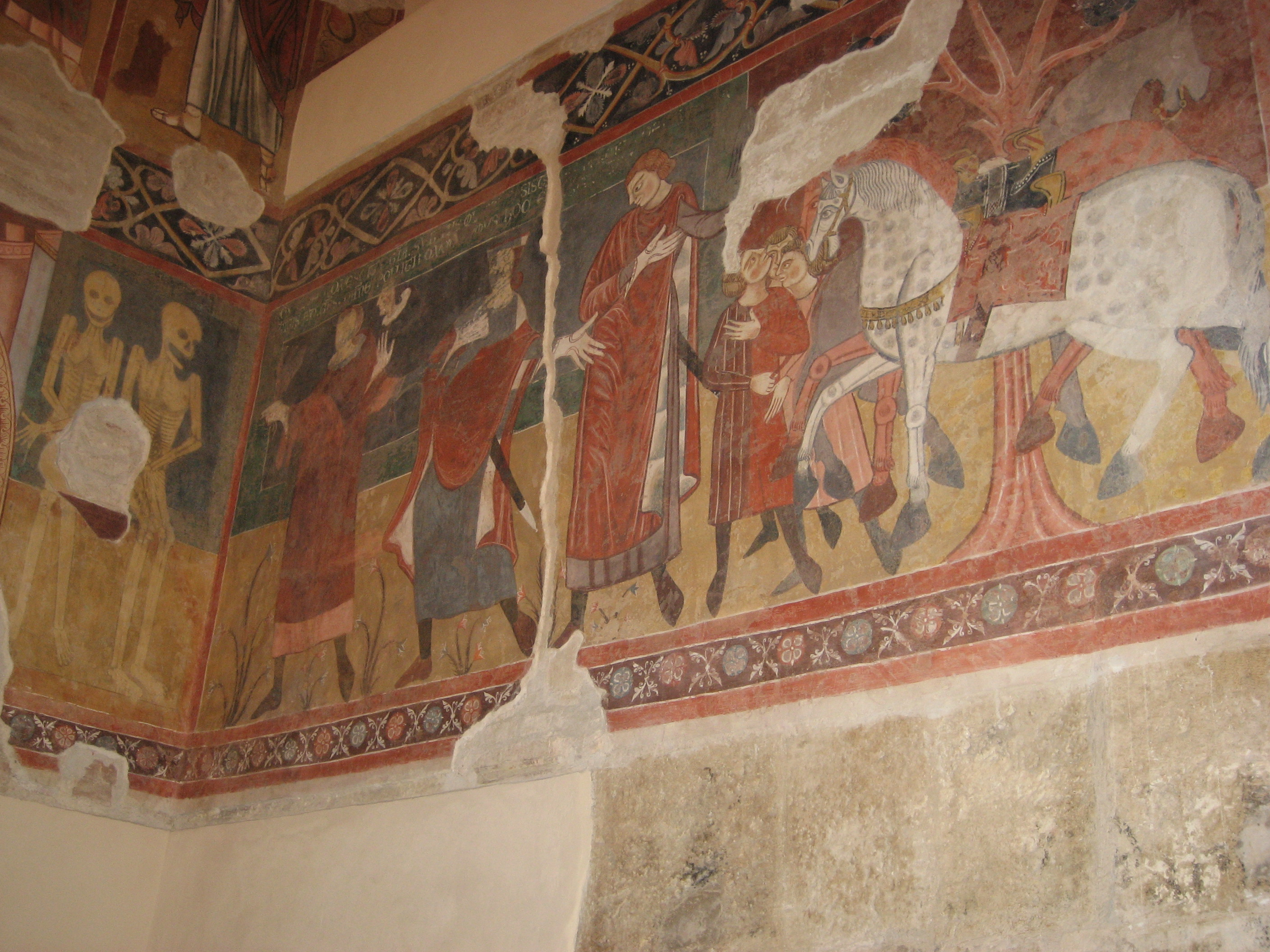
ca. 1260, Kathedraal van Atri.
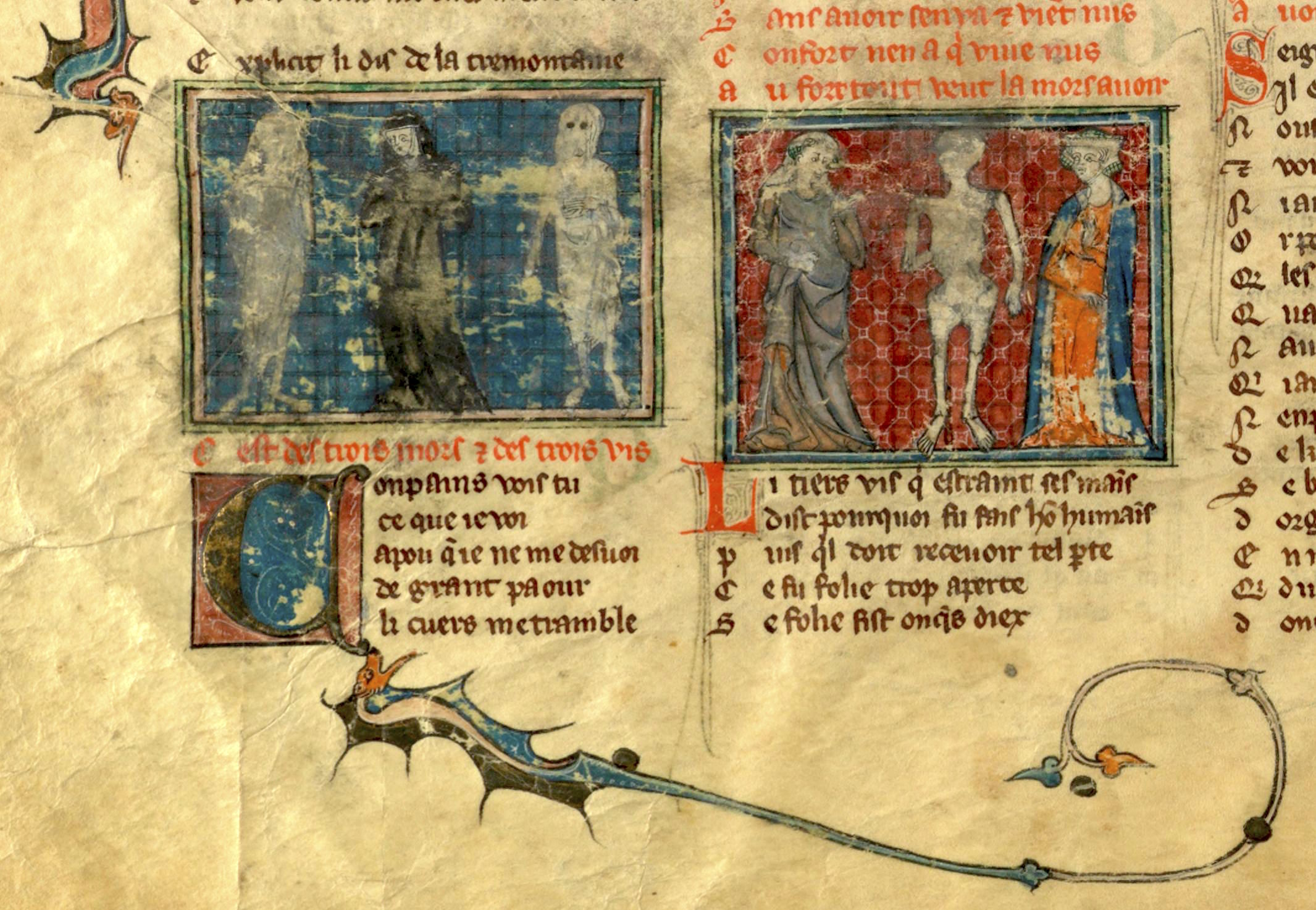
Eind 13e eeuw, Manuscript van de Roman de la Rose, BnF - Ms 378, f7v.
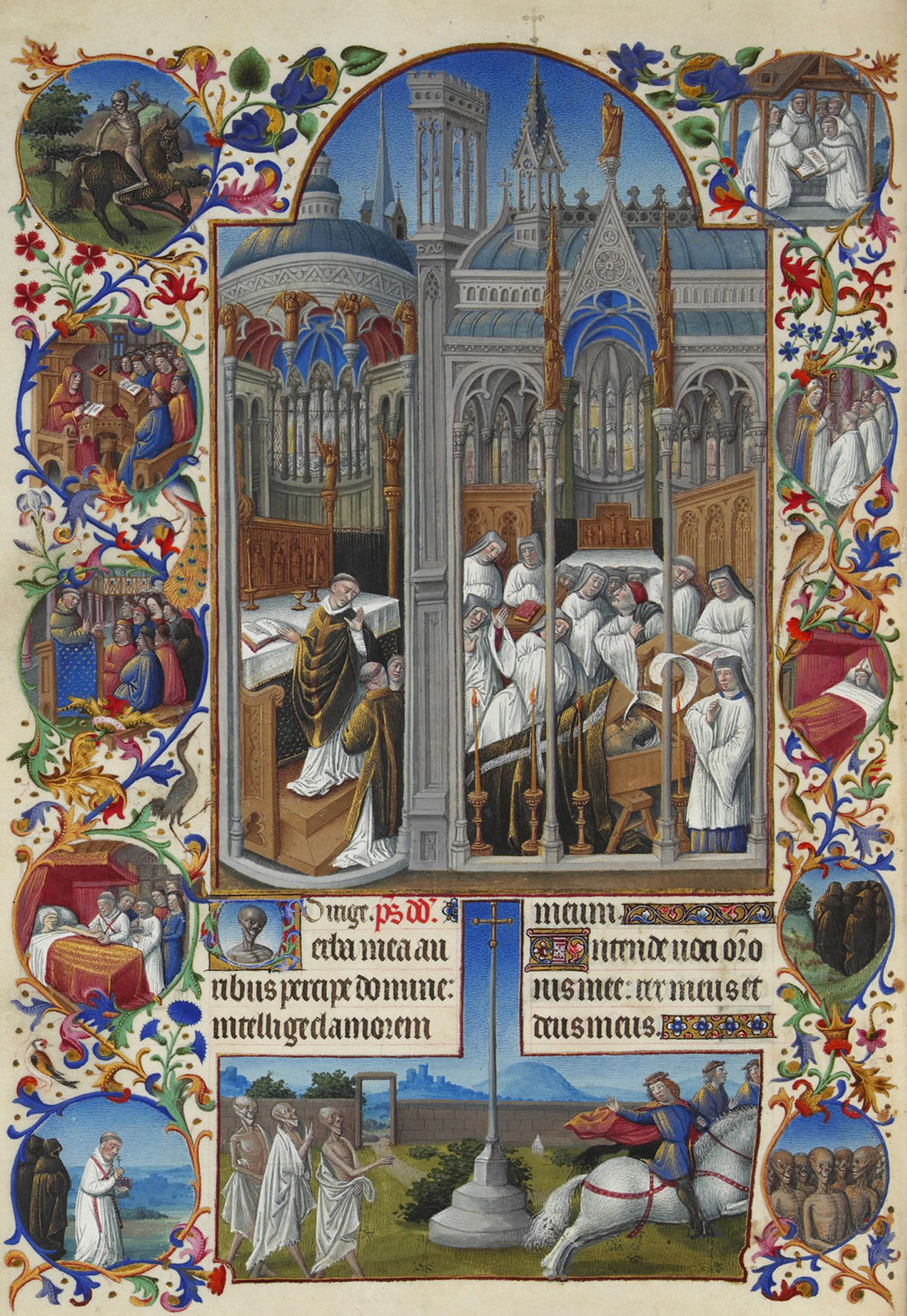
ca. 1412-1416, Très Riches Heures du Duc de Berry
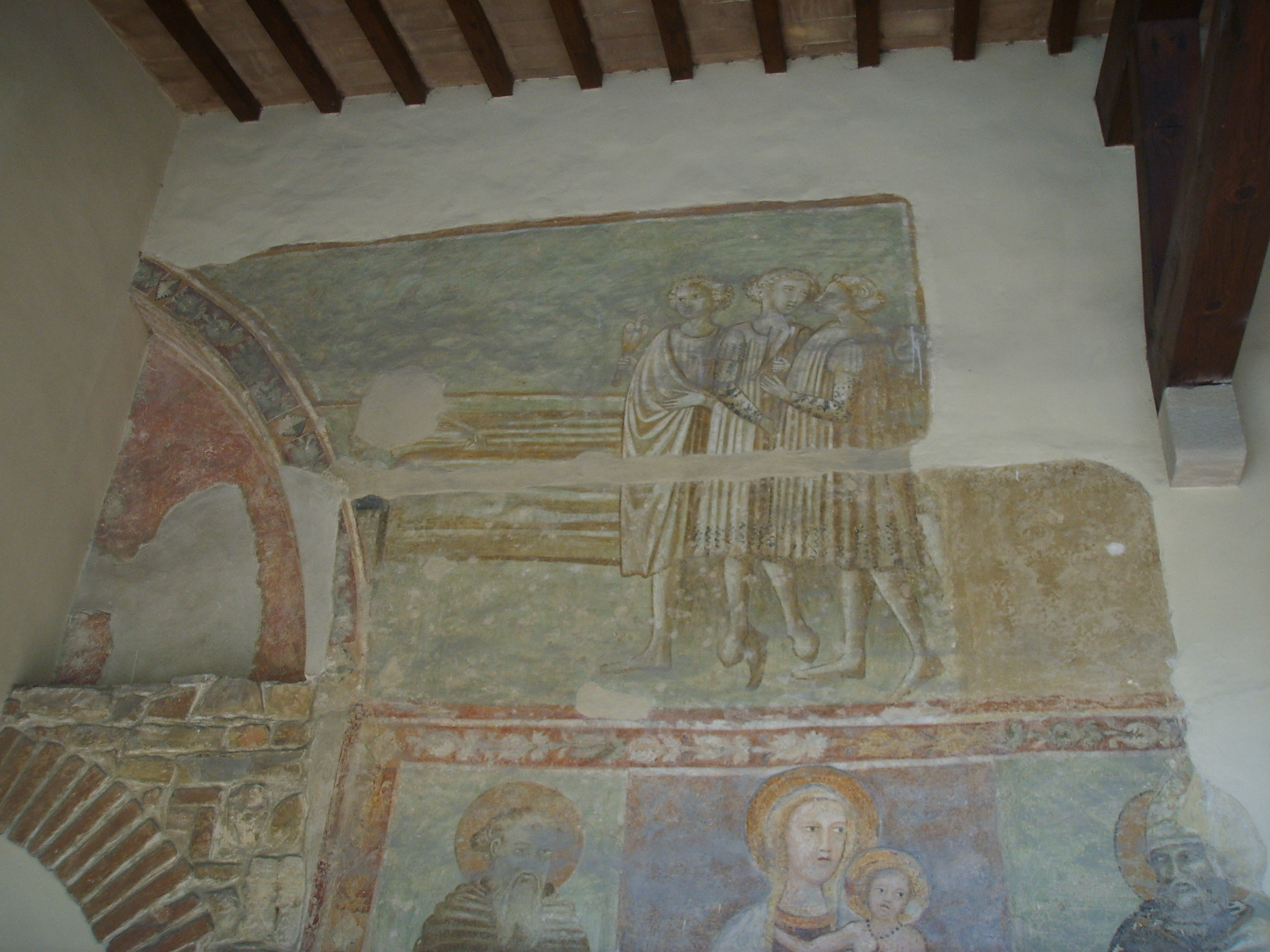
Midden 15e eeuw, Sant'Ilario a Colombaia, resten van het fresco in de portiek
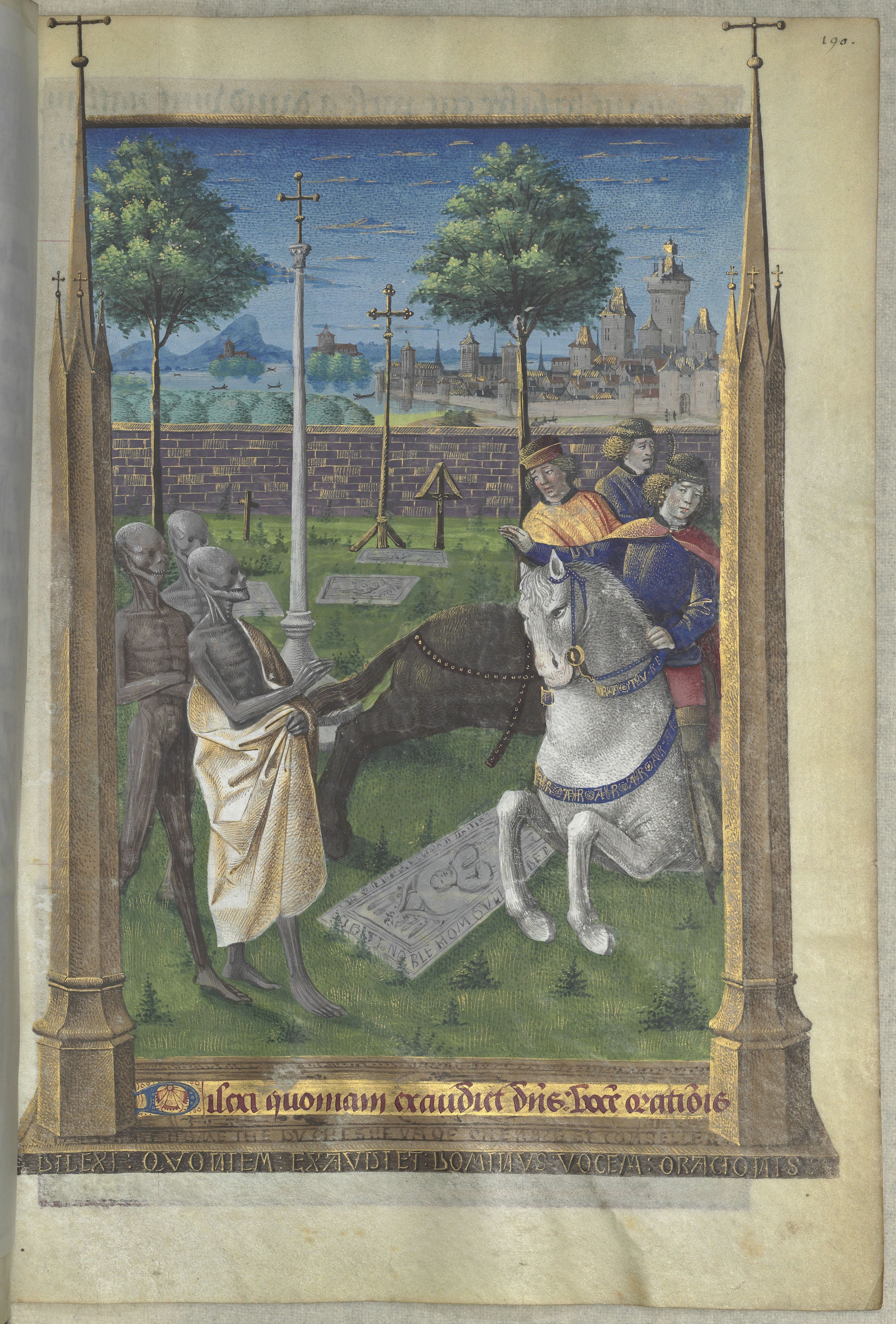
ca. 1470-1480, Getijdenboek van Louis de Laval
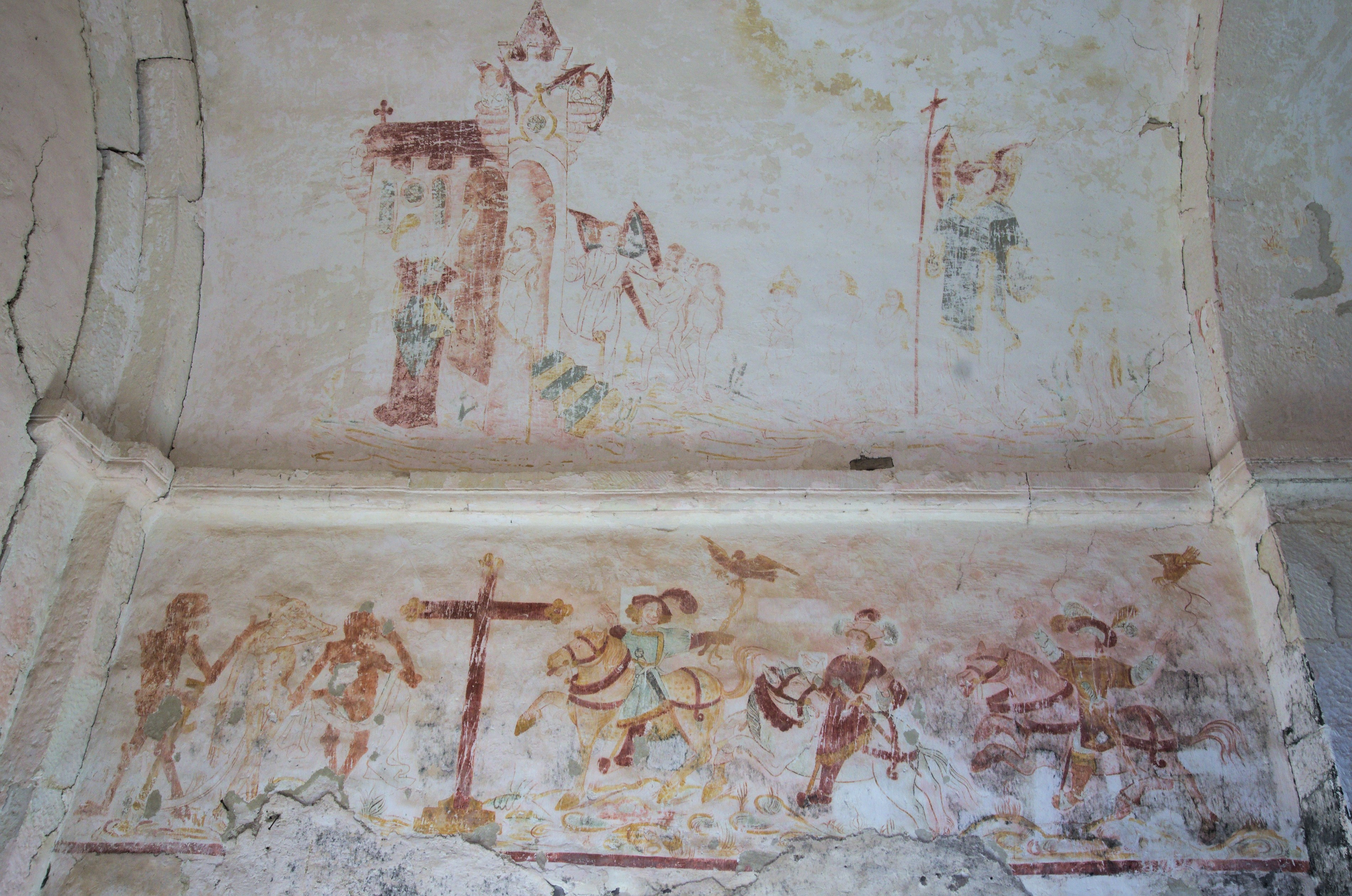
15e eeuw, Chapelle du Vieux Astre (kapel van het oude kerkhof) Sepvigny Meuse, Frankrijk
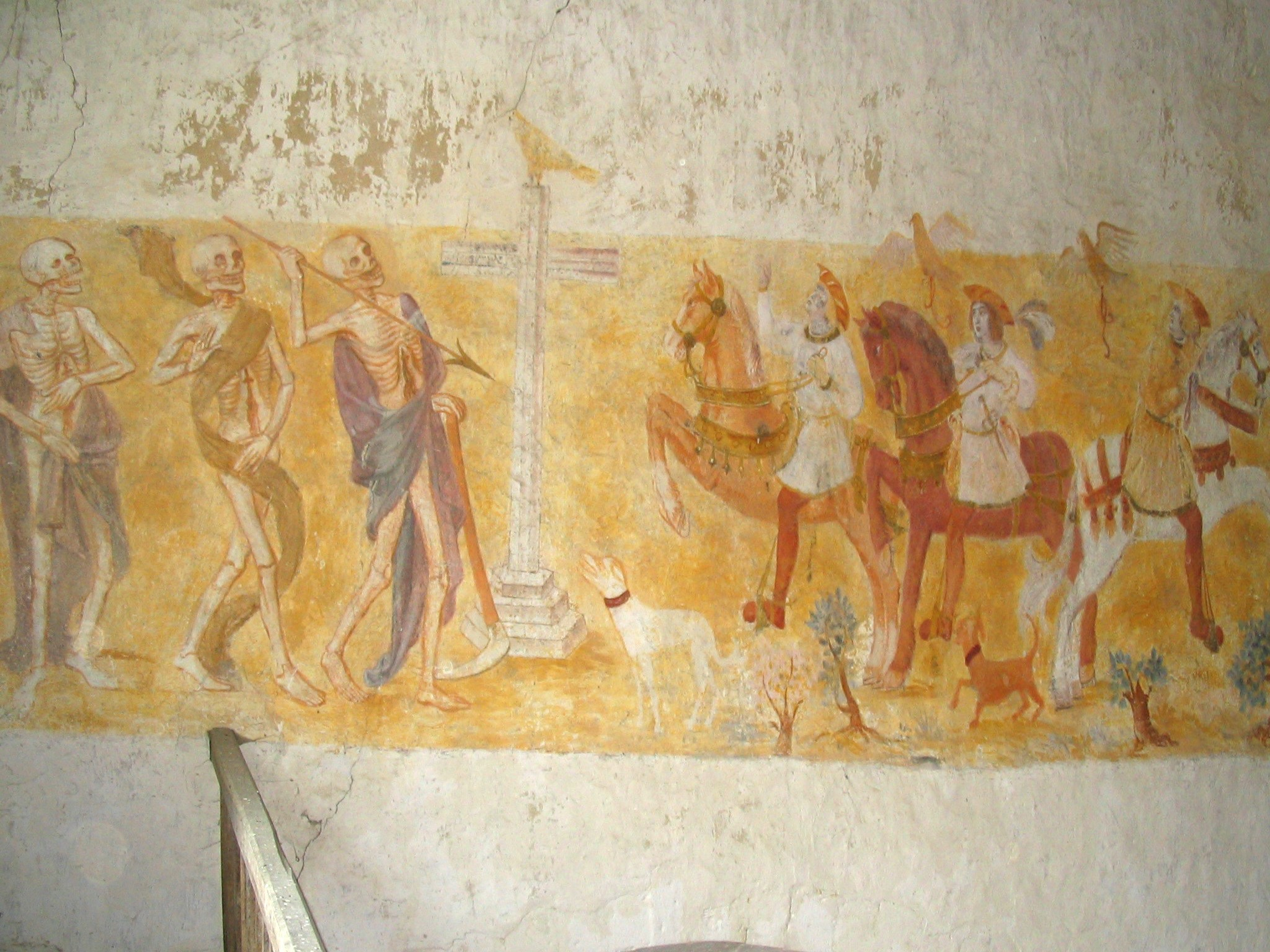
ca. 1500, Muurschildering in de Saint-Germain - La Ferté-Loupière - Yonne - Frankrijk
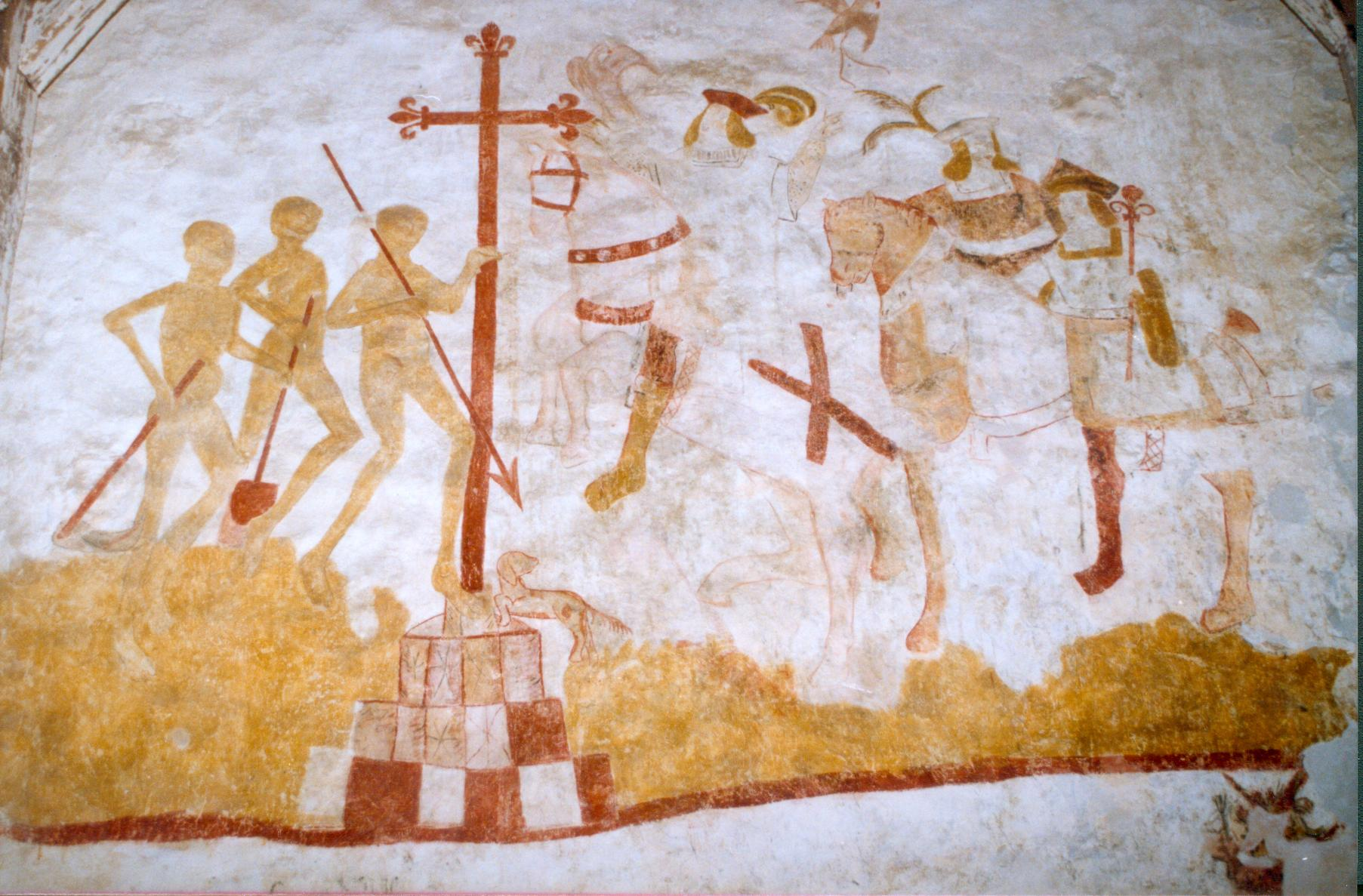
Einde 15e - begin 16e eeuw, muurschilderingen in de kerk van Lancôme Loir-et-Cher, Frankrijk
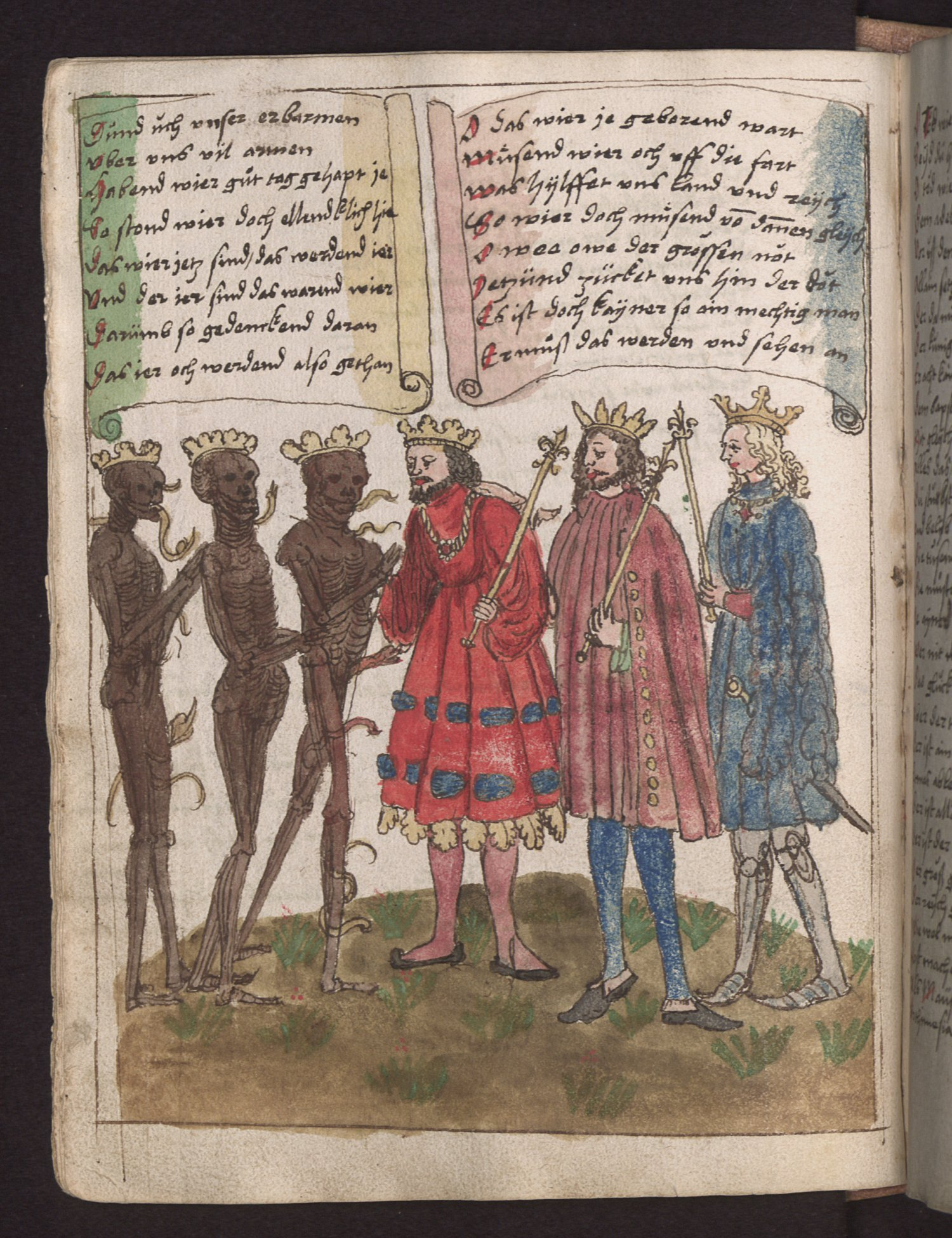
ca. 1520-1550, Vergänglichkeitsbuch van Wilhelm Werner von Zimmern, Württembergische Landesbibliothek, Cod. Don. A III 54, fol. 21v

## Web links
- Les trois morts et les trois vifs[dode link], Bibliografie van anonieme Franse versies op Arlima
- Teksten van de Franse versies